# 타후물코산
타후물코산(스페인어: Volcán Tajumulco)은 과테말라 산마르코스 주에 있는 성층 화산이다. 높이 4,220 m로 중앙아메리카에서 가장 높은 산이다.

## 같이 보기
- 최고 고도순 나라 목록